# Ministerio de Salud Pública y Medio Ambiente
El Ministerio de Salud Pública y Medio Ambiente de Argentina fue un departamento dependiente del Poder Ejecutivo Nacional encargado de la salud y el medio ambiente.

## Historia
Antes a la creación de este ministerio, existía desde 1973 el ministerio de Bienestar Social, que tenía las áreas de salud y asistencia social. Por ley n.º 22 450 del 27 de marzo de 1981 del presidente de facto Jorge Rafael Videla, se crearon los ministerios de Acción Social y de Salud Pública y Medio Ambiente.
En el ámbito del ministerio se formaron las subsecretarías de Promoción, Asistencia y Rehabilitación Social; de Medicina Social y Fiscalización Sanitaria; de Capacitación Sanitaria e Investigación; de Medio Ambiente; y Técnica y Coordinación Administrativa (decreto n.º 42 del 29 de marzo de 1981 de Roberto Eduardo Viola).
En la recuperación de la democracia, el 8 de diciembre de 1983 el presidente de facto Reynaldo Benito Antonio Bignone dictó la ley n.º 23 023; y el ministerio se fusionó con el Ministerio de Acción Social en el Ministerio de Salud y Acción Social.